# Precious Peaks
Die Precious Peaks (in Chile Promontorio Negro Notable ‚Markantes Schwarzes Vorgebirge‘) sind drei Berge aus dunklem Gestein auf King George Island im Archipel der Südlichen Shetlandinseln. Sie ragen am Nordostufer des Martel Inlet auf.
Teilnehmer der Fünften Französischen Antarktisexpedition (1908–1910) unter der Leitung des Polarforschers Jean-Baptiste Charcot kartierten sie. Das UK Antarctic Place-Names Committee benannte sie 1960 nach dem Meteorologen Alan Precious (* 1926), der für den Falkland Islands Dependencies Survey 1954 und 1955 in der Hope Bay und 1957 in der Admiralty Bay tätig war.